# イクリエ
株式会社イクリエ（英: ICREA CO.,LTD.）は、東京都台東区台東に本社を置く、映像制作、フィギュア制作、イラスト制作、グッズ制作を行う、日本の企業。

## 沿革
- 2010年（平成22年）12月1日 - 設立

## 事業内容
ゲームのプロモーションムービーなどの映像制作やキャラクターのフィギュア原型制作、グッズの企画、イラスト制作の4事業が主軸。

## 主な制作実績

### ゲーム関連映像
- 輝星のリベリオン PV
- XBLAZE CODE:EMBRYO OP
- アルノサージュ PLUS 〜生まれいずる星へ祈る詩〜 PV
- 新・ロロナのアトリエ はじまりの物語 〜アーランドの錬金術士〜 PV
- シェルノサージュ OFFLINE PV
- メルクストーリア - 癒術士と鈴のしらべ -PV
- あんさんぶるスターズ!
  - CM撮影編（零） TVCM
  - OP
  - あんさんぶるスターズ!! 音楽イベント「ES Music Garden」
- A3!
  - OP
  - メインストーリー第三部 PV
- カードファイト!! ヴァンガードG タイトルブースター第2弾 「刀剣乱舞-ONLINE-」弐 TVCM
- ニューダンガンロンパV3 みんなのコロシアイ新学期　OP・PV・ゲーム内映像
- 戦国アスカZERO ”たわけ編”編 TVCM
- アイ★チュウ
  - PV・TVCM
  - 第二部トレイラームービー
- モン娘☆は〜れむ PV・TVCM
- キズナストライカー! PV
- ビーナスイレブンびびっど! PV・TVCM
- 乖離性ミリオンアーサー PS Vita版・PS4版　PV
- ワールドクロスサーガ -時と少女と鏡の扉- PV
- ワールドクロスサーガ マフィア者かじ太のワクサガ冒険記 特別PV
- グランブルーファンタジー 「漢の浪漫」篇
- 株式会社イクリエ プロモーションビデオ 2017
- CUE! season1.2予告PV（60秒 Ver.）
- シャドウバース 第20弾カードパック 暗黒のウェルサ PV
- ウキウキ♪ あんスタ情報局
- 『ルーンファクトリー3 スペシャル』紹介映像
- これからはじめる「ルーンファクトリー」

### アニメ関連映像
- LUPIN THE IIIRD 峰不二子の嘘 VFXプロダクション第2ユニット 金子隆澄、砂川広夢、増田文哉
- あんさんぶるスターズ! アイキャッチ協力
- SELECTION PROJECT PV制作 金子隆澄、岡野智志、長谷川佳那
- ぶくスタ The WORLD 制作

### フィギュア原型
- イクエリエ
- キズナアイ 1/7スケールフィギュア
- まいてつ -pure station- ハチロク 1/6スケールフィギュア
- ネコぱら ショコラ&バニラ ~Pretty kitty Style~ 1/7スケール
- エヴァンゲリオン シリーズ ミニディスプレイフィギュア
- アルカナディア ルミティア
- アイドルマスター シンデレラガールズ
  - 遊佐こずえ [スウィートフェアリー]
  - 依田芳乃 [はるべと咲くや]+
- 文豪ストレイドッグス
  - POP UP PARADE 中島敦
  - POP UP PARADE 太宰治
- ひぐらしのなく頃に業　竜宮レナ
- ラブライブ!虹ヶ咲学園スクールアイドル同好会 POP UP PARADE 上原歩夢
- ダンガンロンパ1・2 Reload
  - POP UP PARADE 江ノ島盾子
  - POP UP PARADE 狛枝凪斗
- ひぐらしのなく頃に卒　古手梨花
- ラングリッサー ラーナ ラングリッサー30周年記念フィギュア
- MAIDMADE 続・終物語 忍野忍 1/7スケールフィギュア
- プリンセスコネクト!Re:Dive マコト(サマー) 1/7スケールフィギュア
- アズールレーン イラストリアス μ兵装 1/6スケールフィギュア 原型制作：松尾
- マクロスF ランカ・リー ～Anniversary Stage Ver.～
- 【F:NEX × POPPRO】初音ミク 2023春節Ver. 1/7スケールフィギュア

### 商品イラスト
- きゃらふぉるむ
  - ダンガンロンパ3 -The End of 希望ヶ峰学園-
    - <未来編> アクリルキーホルダー
    - <絶望編> アクリルキーホルダー

  - グランブルーファンタジー
    - アクリルキーホルダー第一弾
    - アクリルキーホルダー第二弾

  - ツキウタ。 THE ANIMATION
    - アクリルキーホルダーコレクション うさぎパーカーver.【Six Gravity】
    - アクリルキーホルダーコレクション うさぎパーカーver.【Procellarum】
    - CANミラー うさぎパーカーver.

  - おそ松さん
    - 缶バッジ 戯画ver.
    - おそ松さん アクリルキーホルダーコレクション 戯画ver.

  - ユーリ!!! on ICE
    - アクリルキーホルダーコレクション
    - アクリルキーホルダーコレクションvol.2
    - 缶バッジコレクション
    - 光るICカードステッカー

### グッズ企画
- アイマリンプロジェクト
  - アイマリンTシャツ（teamうみフレ）
  - アイマリン等身大タペストリー
  - アイマリンマルチクロス
  - アイマリンB2タペストリー
  - アイマリンアクリルスタンド
  - アイマリンアクリルキーホルダー
  - アイマリンごろハムアクリルキーホルダー
  - アイマリン缶バッジ
- 盾の勇者の成り上がり
  - コインケース
  - ぱすてろう 缶バッジコレクション Vol.1
  - ぱすてろう アクリルストラップコレクション Vol.1
  - ハンドタオル
  - ぱすてろう 缶バッジコレクション Vol.2
  - ぱすてろう アクリルストラップコレクション Vol.2
- えいがのおそ松さん
  - 18歳ver.ミニアクリルスタンド
  - 18歳ver.ハンドタオル
  - 18歳ver.ランチトート
  - ぱすてろう はちゅ松 缶バッジ
  - ぱすてろう はちゅ松 ミニアクリルスタンド
  - ぱすてろう はちゅ松 ハンドタオル
  - ぱすてろう はちゅ松 ランチトート
  - ぱすてろう はちゅ松 パスケース
- やはり俺の青春ラブコメはまちがっている。続 おあずけアクリルキーホルダー
- けいおん! おあずけアクリルキーホルダー
- さらざんまい
  - クリアボトル
  - Tシャツ
  - AquaRelle アクリルキーホルダー
  - AquaRelle 缶バッジセット
  - AquaRelle パスケース
- Re:ゼロから始める異世界生活
  - おあずけアクリルキーホルダー
  - VETCOLO ステンドグラス風アクリルチャーム
  - ぱすてろう 缶バッジコレクション
  - ぱすてろう アクリルキーホルダーコレクション
  - ぱすてろうミニアクリルスタンド
  - ぱすてろうキャンバスポーチ
  - AquaRelle パスケース
  - AquaRelle トートバッグ
  - AquaRelle 缶バッジセット
  - AquaRelle アクリルキーホルダー
- 映画 この素晴らしい世界に祝福を!紅伝説
  - ぱすてろう 缶バッジコレクション
  - ぱすてろう アクリルキーホルダーコレクション
  - Tシャツ
  - ぱすてろう ミニアクリルスタンド
- 可愛ければ変態でも好きになってくれますか?
  - フルグラフィックTシャツ
  - アクリルスマートフォンスタンド
- Re:ステージ!プリズムステップ
  - 缶バッジコレクションVol.1
  - 缶バッジコレクションVol.2
  - プリズムステップ アクリルキーホルダーコレクションVol.1
  - プリズムステップ アクリルキーホルダーコレクションVol.2
- 蒼穹のファフナー
  - ぱすてろう アクリルキーホルダーコレクション
  - ぱすてろう 缶バッジコレクション
- メイドインアビス 深き魂の黎明
  - Tシャツ
  - VETCOLO ステンドグラス風アクリルチャーム
  - AquaRelle パスケース
  - AquaRelle トートバッグ
  - ぱすてろう 缶バッジ
  - ぱすてろう アクリルキーホルダーコレクション
- 星合の空 AquaRelle パスケース
- 星合の空 AquaRelle 缶バッジセット
- 星合の空 AquaRelle アクリルチャームセット
- 十三機兵防衛圏 スマートフォンリング
- 十三機兵防衛圏 アクリルドッグタグ
- 十三機兵防衛圏 ネックストラップ付パスケース
- 十三機兵防衛圏 クリアファイルセット
- 十三機兵防衛圏 トートバッグ
- 十三機兵防衛圏 13デザイン マグカップ
- 十三機兵防衛圏 モバイルスマホスタンド
- 十三機兵防衛圏 2口USBポート
- うちタマ?! 〜うちのタマ知りませんか?〜
  - フワフワキーホルダー
  - ハンドタオル
  - AquaRelle ふわふわ缶ミラー
  - AquaRelle アクリルキーホルダー
- 異種族レビュアーズ
  - デフォルメアクリルキーホルダー
  - デフォルメ缶バッジ
  - Tシャツ
- アサルトリリィ BOUQUET
  - VETCOLO グリッターアクリルキーホルダー
  - VETCOLO グリッター缶バッジ
- 乙女ゲームの破滅フラグしかない悪役令嬢に転生してしまった…
  - ぱすてろう 缶バッジコレクション
  - ぱすてろう アクリルキーホルダー
  - VETCOLO ステンドグラス風アクリルチャーム
- ジャイアントお嬢様
  - ジャイアントタペストリー
  - アクリルスタンド
  - 缶バッジセット
  - ジャイアントアクリルスタンド